# Gymnopilus pseudofulgens
Gymnopilus pseudofulgens är en svampart som tillhör divisionen basidiesvampar, och som beskrevs av Henri Romagnesi. Gymnopilus pseudofulgens ingår i släktet Gymnopilus, och familjen Chromocyphellaceae. Arten har ej påträffats i Sverige.